# Culex thurmanorum
Culex thurmanorum är en tvåvingeart som beskrevs av Bram 1967. Culex thurmanorum ingår i släktet Culex och familjen stickmyggor.
Artens utbredningsområde är Thailand. Inga underarter finns listade i Catalogue of Life.